# 西東京市立青嵐中学校
西東京市立青嵐中学校（にしとうきょうしりつ せいらんちゅうがっこう）は、東京都西東京市北町二丁目に所在する市立中学校。通称は青嵐中（せいらちゅう）。
1966年（昭和41年）に開校した西東京市立中学校。第1学年から第3学年まであり、特別支援学級である「IJ学級」が設置されている。

## 沿革
- 1966年（昭和41年）4月 - 保谷町立青嵐中学校として開校。
- 1967年（昭和42年）1月 - 市制施行に伴い、校名を保谷市立青嵐中学校に変更。
- 1970年（昭和45年）- 校歌制定及びプール完成。
- 1973年（昭和48年）- 体育館竣工。
- 1975年（昭和50年）- 新校舎竣工。
- 2001年（平成13年）1月 - 西東京市の発足に伴い、校名を西東京市立青嵐中学校に変更。
- 2007年（平成19年）3月 - 新校舎（現在の校舎）竣工。

## 校名・校歌・校章

### 校名の由来
青嵐という校名について「学校要覧　－東京都保谷市立青嵐中学校－　平成６年度」には『俳句の季語にもあるように、青嵐とは初夏の木々を渡るさわやかな風のことで、すなわち青春をあらわすことばである。』と記載されている。

### 校歌
校歌は3番で構成され、三部合唱で歌われる。
（三部合唱＝ソプラノ、アルト、テノール）

### 校章
青嵐中学校の校章は、赤い六角形を中心に3本の笹が放射状に伸びるデザインとなっている。校章の由来は以下の通りである。
- 笹は保谷市の開祖保谷出雲守直政の紋所をとる。
- 3つの葉は保谷における第3番目の中学校であることを表す。
- 葉の中の筋は人の和と力を表す。
- 中の六角形は蜂の巣校舎の承継。
- 六角形の中の赤色は人のまごころ、赤心とする。

## 教育方針

### 教育目標
青嵐中学校は以下の教育目標を掲げている。
社会人としての資質を養い、心身の調和のとれた人間に育てる。
1. 豊かな創造性を育てる（創造）
2. 人を尊重し、物を大切にする心を養う（貢献）
3. 目的に向かって努力する意思を培う（挑戦）

### 校訓
青嵐中学校は3つの校訓を掲げている。
1. 考える
2. 思いやる
3. やりぬく

## 学級数・生徒数
データは令和4年4月時点のもの。
|        |        | 第1学年 | 第2学年 | 第3学年 | IJ学級 | 合計 |
| ------ | ------ | ------- | ------- | ------- | ------ | ---- |
| 学級数 | 学級数 | 5       | 5       | 4       | 4      | 18   |
| 生徒数 | 女子   | 77      | 84      | 82      | 5      | 248  |
| 生徒数 | 男子   | 86      | 85      | 73      | 20     | 264  |
| 生徒数 | 合計   | 163     | 169     | 155     | 25     | 512  |

## 使用教材
令和3年7月時点
凡例：教材名（発行者）
| 国語 | 国語（光村図書出版）                                        | 書写 | 新しい書写（東京書籍）                              | 地理 | 新しい社会 地理（東京書籍）            | 歴史     | 中学社会 歴史 未来をひらく（教育出版） |
| 公民 | 社会科 中学生の公民 よりよい社会を目指して（帝国書院）      | 地図 | 中学校社会科地図（帝国書院）                        | 数学 | 新しい数学（東京書籍）                 | 理科     | 理科の世界（大日本図書）               |
| 音楽 | 中学生の音楽（教育芸術社）                                  | 器楽 | 中学生の器楽（教育芸術社）                          | 美術 | 美術（開隆堂出版）                     | 保健体育 | 中学保健体育（学研教育みらい）         |
| 技術 | 新しい技術・家庭 技術分野 未来を創る Technology（東京書籍） | 家庭 | New技術・家庭 家庭分野 くらしを創造する（教育図書） | 英語 | NEW HORIZON English Course（東京書籍） | 道徳     | 新訂 新しい道徳（東京書籍）            |

## 通学区域
下保谷一丁目から五丁目、栄町一丁目から三丁目、北町一丁目から六丁目、ひばりが丘北一丁目から四丁目まで。青嵐中学校と同じ通学区域を持つ西東京市立小学校は西東京市立栄小学校と西東京市立保谷第一小学校。

## 交通アクセス・周辺環境

### 最寄りの交通機関
- 西武池袋線　ひばりヶ丘駅より徒歩18分[7]
- はなバス　青嵐台バス停より徒歩3分

### 周辺環境
周囲は住宅地に囲まれ、南門へ通じる道路は歩行者と自転車のみ通行可能で、道幅が狭く自動車は進入できない。なお、西東京市により幹線道路の整備が進められている。